# 日常生活中的異能戰鬥
《日常生活中的異能戰鬥》是由望公太所撰寫，029繪製插畫，SB Creative的GA文庫所發行的日本輕小說作品。2013年5月廣播劇CD化，同年7月漫畫化，漫畫版由黑瀨浩介作畫。2014年3月宣布改編成電視動畫，由TRIGGER製作，於2014年10月6日起東京電視台等播出。台版小說五集後目前沒有取得後續授權。

## 概要
泉光高中文藝社的四名成員以及常到社辦來玩的小學生姬木千冬，某天無意間獲得了特殊能力。當他們以為能夠用超能力拯救世界時，卻發現沒有什麼想要毀滅世界的組織存在，也沒有魔王等著他們去打敗，世界仍舊一如往常。

## 登場角色
- 聲優為廣播劇CD版／電視動畫版，未特別標示的為電視動畫版。

### 文藝社成員
安藤壽來（聲：宮野真守／岡本信彥）
男主角。泉光高中二年一班，血型O型（自稱王型）。
憧憬異能戰鬥的中二病患者，在社團中常因中二病言行被大家吐槽。英文翻譯能力不差，但因翻出的內容常用中二詞彙而讓老師相當頭痛。有本專門記載中二思想的筆記本取名為「紅之聖書」，該筆記本被燈代稱為「黑歷史筆記」。
文藝社成員所持有異能的命名者，並自稱「基爾帝亞·真·咒雷」。
異能為無法燃燒東西也沒有攻擊力的「黑焰」，不過還是有接近人體體溫的熱度，雖然未必沒用但無疑是所有異能中最中看不中用的。自從得了此能力後幾乎照著三餐跟它打招呼，成了日常生活中依賴的心靈寄託。
覺醒第二階段為「奏响终止符之人」跟第一階段的黑焰外觀一樣為黑色火焰，但火焰溫度異常的高、絕對無法熄滅並連本人也會被其灼傷，其他人的異能甚至是能力者本人都無法消除，能力覺醒時，使用「創世」做出斷頭台展斷手臂，搭配「始原」瞬間復原後，再利用「創世」送往異空間。
曾經想在中學時放棄中二行為，在此時期因受到同班同學荒垣善也的欺負，以此為契機而結識相模靜夢與雙葉環，加上鳩子四人經常一起出遊，與相模友好的以「小相相」、「壽來」互稱，認為環與相模交往的狀態是理所當然，在環對她哭訴被相模甩掉時感到無法接受，產生了想賭上一輩子守護她的決心，卻隨即遭到環的背叛，後來從相模口中得知了分手原因是由環的出軌導致，並查覺到自己只是在兩人身上強加理想，並未與這兩人相互理解，在深感絕望時，遇到當時中二病正盛的燈代（壽來並不知道是她），被其教訓一番後，感覺心靈得到了救贖，重新燃起了對中二的熱情。
雖然舉止時常中二而讓人不堪其擾，不過該正經的時候也能迅速切換，同時內心實際上頗為成熟，在眾人得到異能不久，陷入恐慌的時候安慰了眾人。不知不覺成為了社團中被依賴的對象。
神崎燈代（聲：今井麻美／山崎遙）
泉光高中二年三班，血型B型。貧乳少女，在社團裡胸圍僅比千冬大。
曾是中二病患者，現在仍有部分中二言行的痕跡。次文化知識很豐富，社團內主要吐槽壽來中二病言行的人，但自己偶而也會成為被吐槽的對象。後來發現自己喜歡壽來。
異能為停止或延遲時間的「永遠」，能維持40秒的時間變化，但不能倒退時間。
有在寫輕小說，想要成為作家。關於角色、招式的命名品味受到異母兄桐生一影響，有偏長的習慣。
是促成安藤高中依然維持中二行為的人，不過安藤不知道那人就是燈代，燈代也因為視中學時的自己是黑歷史而沒打算揭露，直到在第七卷兩人去參加夏日祭典時才表明。
相模私下對彩弓宣稱燈代為故事的女主角，是社團眾女中和安藤最為接近的人。
第十卷因顧問老師里見詩春的指名，接任彩弓成為部長。
櫛川鳩子（聲：金元壽子／早見沙織）
泉光高中二年三班，血型O型。
壽來的青梅竹馬，喜歡搞笑節目。個性十分天然呆，運動神經相當優秀。喜歡壽來。
異能為自由操縱風、火、水、土、光五種屬性的「五帝」。
完全不能了解青梅竹馬壽來的中二言論，為此在內心十分困擾，並在小說第二卷時爆發。事後雖然兩人和好，但事情仍舊沒有徹底解決，壽來與鳩子仍然不斷地錯過。
小說第四卷時對燈代說出自己喜歡壽來，希望自己能被選上，並且質問燈代的感情。於第七卷尾聲時和燈代的相談中表示開始能理解輕小說中常見的「好友寫作對手」是什麼意思，表示自己不會輸。
高梨彩弓（聲：原由實／種田梨沙）
泉光高中三年二班，血型A型。
文藝社社長，柔道與空手道都得到黑帶。外表與個性十分成熟，似乎有腹黑與毒舌的性格，還有腐女的傾向。
異能為讓接觸物品或人體回歸應有姿態的「始原」，但跟壽來約定不能嘗試「復活生物」。
在為了拯救鳩子時覺醒第二階段為「哲理封锁圆环」。
年幼時是左撇子，不過被祖母矯正為右撇子。據彩弓自己的說法，這是Cross-dominance，指的是不同的活動會對應不同慣用手的情形。
小說第四卷可以得知，一開始對於安藤的印象並不好。
初中時期擔任學生會長，因為對自己以及旁人都十分嚴格而逐漸被疏遠。高二下學期曾打算參選學生會長，然而在此之前意外身懷異能。認為文藝社社員們的異能都不該存在，企圖利用自身異能進行消除，卻無法認定產生異能的自己是「異常」，與內心想法自相矛盾而無法消除異能。擔心自己以及社員們的異能會失控，由安藤壽來說出到時候自己會阻止後感到釋懷。喜歡壽來，照相模的說法，不參選學生會長選舉便是因為夢想與愛情之中選擇了後者。
第十卷退下社長位置，並決心向安藤告白，卻在告白當天失去勇氣，故使用自己的異能，欲使戀心以「應有之姿展現」，卻因曖昧不明的條件造成「始原」暴走，使對安藤抱有好感的數人行為產生變化，經本人判斷只有向安藤告白後才得以消除，卻在向安藤告白時被「無人盤踞的王座」強行打斷。本人認為是這是對其欺瞞行為所降下的神罰。
姬木千冬（聲：釘宮理惠／山下七海）
橫衣小學四年一班，血型AB型。
文藝社顧問老師里見詩春的姪女，放學後常到文藝社社辦玩耍。
生活應對不良，在小學時十分依賴朋友九鬼圓。
個性略帶無口，表情與語調變化沒有很多。常常抱著松鼠玩偶「小松」，心情不好時會使用腹語術讓小松代替自己說話。
異能為創造天地的「創世」，可依自身的意志創造與消除物體與空間，但跟壽來約定不能嘗試「創造生命」，喜歡壽來。
學業成績為不是大好就是大壞的兩個極端，不是滿分就是零分。

### 泉光高中關係者
工藤美玲（聲：阿澄佳奈／福原香織）
泉光高中的學生會長。擁有能奪取對方異能的「強欲」，能力發動條件是「看到對方異能發動的瞬間」。奪過來的異能可無限囤積，同時也能任意還給對方。
與文藝社成員發生爭執，並讓他們知道自己也有異能後，收到了壽來寄來的替自身異能命名的信。不過因為誤解的意思，以為壽來喜歡自己，甚至開始對壽來做出親密舉動。之後壽來道歉並解釋誤會後感到相當羞愧。曾受荻浦直江的控制，後來被壽來所拯救，喜歡壽來。
相模靜夢（聲：細谷佳正）
壽來從中學起「認識的人」。本來與壽來是好朋友，但在發生了一些事情後開始拒絕和壽來往來，一直保持著「認識」的關係。
長相帥氣，很受女生歡迎，也常被告白。但因為本身重度御宅族興趣的關係，和女生交往後總是馬上被甩。嚴重處女控，並且認為超過二十歲的女性就是老太婆（非人類例外）。
形容自己是個「讀者」，喜歡、討厭什麼都是自由，不用負起責任，凡事都只以「旁觀者」角度去看待。
曾建言彩弓，嘗試讓她當上女主角並從旁觀看事成後的戲劇性變化，不過行動失敗。
雖然未明說與精靈戰爭和異能者等的直接關係，卻也是「黑色十二枚之翼」的成員之一。
里見詩春（聲：名塚佳織）
文藝社顧問，姬木千冬的姨母；同時也是泉光高中文藝部的顧問老師。

### 黑色十二枚之翼
桐生一（聲：關智一／寺島拓篤）
燈代的同父異母哥哥，是泉光高中文藝社的畢業生，大學時留下「這個世界是錯的」這句話後便離家出走並中輟大學，現在寄住在一十三的租屋中。
有著不輸給壽來的中二病言行，現在是異能者集團「黑色十二枚之翼」（形式上）的領導者，並自稱「霧龍·赫爾兜凱薩·路西·法斯特」，一樣也有本專門記載中二思想的筆記本取名為「神所放棄的計畫書」，並在封面畫上倒反的十字架，其手機背面也印了一樣的圖案。
稱燈代為「在黑夜中嗤笑的二律反叛的魔女」。
異能為「向愚者揮下墮天使的鐵鎚」，可以自在操縱重力，並且能夠製造出微型黑洞。異能戰鬥實力非常強悍，黑色十二枚之翼的早期成員除了一十三外的其餘四人（芥川柳、奈津愛希、戶木柊吾、遊佐野梵塔姬雅）都是基於「不想與他為敵」而加入集團與之聯手的。在精靈戰爭的各大勢力間都有知名度，此外自己刻意宣傳的別名「起始之墮天使」也漸漸廣為人知（本人對此非常高興）。
莉緹雅（聲：大坪由佳（廣播劇CD版）／原紗友里（電視動畫））
桐生一打工地方的店長，實際上是「戰爭管理委員會」的成員。桐生一、齋藤一十三的擔當精靈。
身為負責精靈，雖然會告訴一十三等人精靈戰爭必要的情報，但非必要的情報則絕不透露，對一十三強調過雙方並非同伴的關係。
齋藤一十三（聲：藤村步）
泉光高中文藝社的畢業生，二十二歲，大學四年級。
異能為「閉鎖魔眼」，能夠將邪眼能力賦予他人，能力有讓人看見幻覺、陷入短暫催眠、篡改記憶多種。但對於心生警惕的對象邪眼無法發揮作用，此外邪眼也不能賦予自身。
年幼時因為疾病原因右眼失去視力，藉由瀏海遮掩並常態性維持閉著右眼的狀態。中學時期曾戴眼罩掩飾，但常聽到周遭人敘述眼罩相關的中二想法後開始厭惡眼罩以及戴眼罩玩樂的人。
高一開學首日加入文藝社，對於戴著眼罩中二玩樂的同班同學桐生一的第一印象非常糟糕。隔天聽到桐生形容自己的情緒不過是遷怒行為，但桐生仍願意為傷害自己心情一事道歉，並且約定好不再戴眼罩玩樂後逐漸對他改觀。雖然只有高一時期同班，但高中三年兩人都是文藝社成員所以相處時間很久。喜歡桐生一。
現在與桐生一同住（桐生一跑來要求暫住，結果一住就過了一年以上）。
黑色十二枚之翼的第一枚，組織的副手，在成員間具有相當高的人望。
芥川柳（聲：井口祐一）
黑色十二枚之翼的第二枚。
有社交障礙，沉默寡言，平常都待在角落戴著耳機玩著掌上型遊戲機。
異能為「無鬼之捉迷藏」，可以產生在空間之間生成縫隙(例如房間與房間之間再生出房間)。具有極為高強的防禦能力。
奈津愛希（聲：芹澤優）
黑色十二枚之翼的第三枚。
就讀千金學校櫻川女子學院，紮著麻花辮並戴著黑框眼鏡，不過這是裝乖用的裝扮。
異能為「斬首約束」，能夠讀取與異能有關對象的記憶，所以任何異能者的藏招在她面前都沒有意義。
戶木柊吾（聲：竹內良太）
黑色十二枚之翼的第四枚。
異能為「與神齟齬之雙刃」，能夠在小刀砍到的地方留下碎片，進而破壞其核心，發動異能的對象不僅限人體。
之前是飆車族「狂渦」副首領，平常穿著吊嘎跟破洞牛仔褲，肩膀刺有火焰模樣的刺青。
外表狂野凶暴，不過有著認真負責的一面。
即使不運用異能，本身的戰鬥能力便非常高，單純靠著體能以及使用刀子的手腕就能壓制大多數面對到的異能者。
遊佐野梵塔姬雅（聲：高木美佑）
黑色十二枚之翼的第五枚。
金髮的中學生，異能為察覺人格破綻的「侵犯太陽神的月之女神」。
具有另一個人格「古蘿天絲卡」，與梵塔姬雅的人格相比，非常好戰且難以溝通。
田中運命子（聲：村川梨衣）
「F」組織所人為創造的異能者少女，起初被稱為「系統」
異能為「不斷更動的十誡」，可以根據對方的能力而任意覺醒。
在奇襲「F」設施的行動尾聲，因桐生一剛好帶了應急用的軟糖而收買，加入黑色十二枚之翼。
檜枝岐 / 雙葉環
黑色十二枚之翼的第七枚。
初二時曾是相模的女友，亦坦承曾喜歡過安藤。
被相模分手後，來到安藤家中向他哭訴，向安藤灌輸了自己被施以家庭暴力的謊言，使安藤產生了想要守護她的想法，卻在相模來到安藤家中後隨即背叛安藤，並乞求相模的原諒卻被拒絕，被揭露與欺負安藤的荒垣善也出軌之後不知所終。
異能為「無人盤踞的王座」，可以否定其主觀認為一切「王道」的展開，效果適用範圍相當之廣。被視為「系統」異能的天敵。
在十一卷中打斷彩弓的告白並對安藤展開復仇，卻因提前得知安藤覺醒後的異能這點而被利用中計，意外敗北，最後與趕到的相模和解並約定一起改變。

### 其他
九鬼圓（聲：加藤英美里）
千冬的朋友。千冬到學校時會主動幫她整理衣著，因此有著「千冬的媽媽」之稱。姓的發音很像餅乾（Cookie）而常被千冬拿來當暱稱。
認為千冬身為小學生卻頻繁和文藝社成員的高中生交流是異常，央求千冬不再和文藝社往來，被拒絕後兩人曾短暫冷戰。後來在壽來的幫忙下和解，但因此誤會壽來是蘿莉控。
高梨舞矢（聲：諸星堇）
彩弓的妹妹，中學二年級生。性格活潑奔放，並常為姐姐擔心。
安藤真智（聲：淺野真澄）
壽來的姐姐，大學生。
荻浦直江（聲：上田麗奈）
動畫原創角色，F的殘黨。在相模唆使下前去襲擊文藝社成員。
有著可以憑依於他人身上的能力，並能使用那個人的異能，但在憑依期間自己的身體會無法行動。
曾經以美玲的能力奪取鳩子和千冬的異能，最後因奪取安藤壽來無法消除的黑焰而被迫放棄附身。事後被桐生一擊敗。

## 出版書籍

### 輕小說
| 卷數 | SB創意         | SB創意                                                            | 尖端出版       | 尖端出版               |
| 卷數 | 初版發售日期   | ISBN                                                              | 初版發售日期   | ISBN                   |
| ---- | -------------- | ----------------------------------------------------------------- | -------------- | ---------------------- |
| 1    | 2012年6月30日  | ISBN 978-4-7973-6991-5                                            | 2014年10月9日  | ISBN 978-957-10-5747-7 |
| 2    | 2012年10月31日 | ISBN 978-4-7973-7197-0                                            | 2015年1月8日   | ISBN 978-957-10-5802-3 |
| 3    | 2013年3月31日  | ISBN 978-4-7973-7303-5                                            | 2015年6月17日  | ISBN 978-957-10-6024-8 |
| 4    | 2013年7月31日  | ISBN 978-4-7973-7470-4                                            | 2015年10月15日 | ISBN 978-957-10-6147-4 |
| 5    | 2013年11月30日 | ISBN 978-4-7973-7525-1                                            | 2016年4月21日  | ISBN 978-957-10-6501-4 |
| 6    | 2014年3月31日  | ISBN 978-4-7973-7660-9                                            |                |                        |
| 7    | 2014年7月14日  | ISBN 978-4-7973-7790-3                                            |                |                        |
| 8    | 2014年10月15日 | ISBN 978-4-7973-8017-0                                            |                |                        |
| 9    | 2014年11月14日 | ISBN 978-4-7973-8159-7                                            |                |                        |
| 10   | 2015年3月14日  | ISBN 978-4-7973-8236-5（通常版） ISBN 978-4-7973-8237-2（限定版） |                |                        |
| 11   | 2016年4月15日  | ISBN 978-4-7973-8735-3                                            |                |                        |
| 12   | 2016年9月15日  | ISBN 978-4-7973-8890-9                                            |                |                        |
| 13   | 2018年1月15日  | ISBN 978-4-7973-9386-6                                            |                |                        |

### 漫畫
| 卷數 | 角川書店       | 角川書店               |
| 卷數 | 初版發售日期   | ISBN                   |
| ---- | -------------- | ---------------------- |
| 1    | 2014年3月26日  | ISBN 978-4-04-121067-3 |
| 2    | 2014年9月26日  | ISBN 978-4-04-102120-0 |
| 3    | 2014年11月21日 | ISBN 978-4-04-102288-7 |
| 4    | 2015年3月26日  | ISBN 978-4-04-102879-7 |

## 電視動畫
於2014年10月6日起由日本東京電視台等開始播出。

### 製作人員
- 原作：望公太（GA文庫／SB創意）
- 角色原案：029
- 總監督、系列構成：大塚雅彥
- 監督：高橋正典
- 角色設計：山口智
- 美術監督：加藤靖忠
- 色彩設計：高木雅人
- 攝影監督：矢邊洋章
- 編輯：長谷川舞（EDITS）
- 音樂：Elements Garden
- 音樂製作：DIVEII entertainment
- 音響監督：渡邊淳
- 動畫製作人：稻垣亮祐
- 動畫製作：TRIGGER
- 製作：泉光高中文藝社

### 主題曲
片頭曲「OVERLAPPERS」
作詞：畑亞貴，作曲、編曲：藤田淳平（Elements Garden）
主唱：Qverktett:||（山崎遙、早見沙織、種田梨沙、山下七海）
片尾曲「You Gotta Love Me!」
作詞：RUCCA，作曲、編曲：藤田淳平（Elements Garden）
主唱：（加藤英美里＆福原香織）

### 各話列表
| 話數   | 日文標題 | 中文標題              | 劇本              | 分鏡              | 演出     | 作畫監督                                                                  | 改編原作小說                                    |
| ------ | -------- | --------------------- | ----------------- | ----------------- | -------- | ------------------------------------------------------------------------- | ----------------------------------------------- |
| 第1話  |          | 異變 Alpha Episode    | 大塚雅彥 高橋正典 | 高橋正典          | 高橋正典 | 山口智                                                                    | 第1冊（第1、6章） 第2冊（第1章）                |
| 第2話  |          | 誤想 Misconception    | 大塚雅彥          | 大地丙太郎        | 宮島善博 | 平田雄三                                                                  | 第1冊（第2章） 第2冊（第1-3章）                 |
| 第3話  |          | 邂逅 Rendezvous Point | 大塚雅彥          | 小倉陳利          | 石井和彥 | 山本周平                                                                  | 第2冊（第1章） 第3冊（第2章） 第1冊（第2、3章） |
| 第4話  |          | 奇行 Capricious Lady  | 樋口七海          | 大地丙太郎        | 江島泰男 | 石田一將、平田雄三 近岡直                                                 | 第3冊（第1、4、7-10章）                         |
| 第5話  |          | 中二 Sensitive Age    | 樋口七海          | 清水久敏          | 清水久敏 | 平田雄三、山本周平 齋藤健吾                                               | 第1冊（第6章） 第3冊（第3、5、6章）             |
| 第6話  |          | 罪惡 Vice Penalty     | 大塚雅彥          | 小倉陳利          | 鈴木芳成 | 長谷川哲也                                                                |                                                 |
| 第7話  |          | 覺醒 Juggernaut On    | 樋口七海          | 望月智充          | 宮島善博 | 坂本勝                                                                    | 第2冊（第4-7章）                                |
| 第8話  |          | 戰爭 Holmgang Battle  | 大塚雅彥          | 小松田大全        | 石井和彥 | 石田一將、齊藤健吾                                                        | 第2冊（第8、9章）                               |
| 第9話  |          | 宣告 Girl's Approach  | 樋口七海          | 江島泰男          | 江島泰男 | 平田雄三、半田修平 坂本勝、齊藤健吾                                       |                                                 |
| 第10話 |          | 迷路 Pool Labyrinth   | 大塚雅彥          | 益山亮司          | 五味伸介 | 川島勝、宮井加奈 前田義宏、野崎麗子 臼田美夫、井上夏美 福島勇             |                                                 |
| 第11話 |          | 存在 Cupid Error      | 樋口七海          | 望月智充          | 宮島善博 | 齊藤健吾、平田雄三 石田一將                                               |                                                 |
| 第12話 |          | 日常 Usual Days       | 大塚雅彥          | 小倉陳利 大塚雅彥 | 大塚雅彥 | 半田修平、齊藤健吾 坂本勝、石田一將 山本周平、平田雄三 長谷川哲也、山口智 |                                                 |

### 播放電視台
日本深夜動畫：下文記載的日本国内播放時間使用日本標準時間（UTC+9）表示。因為部分時間标识會採用30小时制，因此請留意这类超过24:00的时间，其實際播放時間為翌日清晨。
| 播放地區   | 播放電視台 | 播放日期                | 播放時間（UTC+9）         | 所屬聯播網 | 備註                                      |
| ---------- | ---------- | ----------------------- | ------------------------- | ---------- | ----------------------------------------- |
| 關東廣域圈 | 東京電視台 | 2014年10月6日－12月22日 | 星期一 26時05分－26時35分 | 東京電視網 | 11月17日 26:30-27:00 12月22日 26:35-27:05 |
| 大阪府     | 大阪電視台 | 2014年10月8日－12月24日 | 星期三 26時35分－27時05分 | 東京電視網 | 10月15日 27:00-27:30 12月24日 27:05-27:35 |
| 愛知縣     | 愛知電視台 | 2014年10月8日－12月24日 | 星期三 26時35分－27時05分 | 東京電視網 | 10月15日 27:00-27:30 12月24日 27:05-27:35 |
| 日本全國   | AT-X       | 2014年10月9日－         | 星期四 22時00分－22時30分 | 衛星電視   | 有重播                                    |

### 藍光
| 卷 | 發售日         | 收錄話         | 規格編號     | 規格編號   |
| 卷 | 發售日         | 收錄話         | 初回版       | 通常版     |
| -- | -------------- | -------------- | ------------ | ---------- |
| 1  | 2014年12月26日 | 第1話－第2話   | EYXA-10077/B | EYXA-10083 |
| 2  | 2015年1月30日  | 第3話－第4話   | EYXA-10078/B | EYXA-10084 |
| 3  | 2015年2月27日  | 第5話－第6話   | EYXA-10079/B | EYXA-10085 |
| 4  | 2015年3月27日  | 第7話－第8話   | EYXA-10080/B | EYXA-10086 |
| 5  | 2015年4月24日  | 第9話－第10話  | EYXA-10081/B | EYXA-10087 |
| 6  | 2015年5月29日  | 第11話－第12話 | EYXA-10082/B | EYXA-10088 |

### CD
| 發售日         | 名稱                | 初回限定盤 | 通常盤       |
| -------------- | ------------------- | ---------- | ------------ |
| 2014年11月19日 | OVERLAPPERS         | EYCA-10074 | EYCA-10073/B |
| 2014年11月19日 | You Gotta Love Me！ | EYCA-10076 | EYCA-10075/B |

## 註腳
1. ↑  . Animate TV. 2014年3月14日  [2014年8月27日]. （原始内容存档于2020年5月2日） （日语）.
2. ↑  . 映畫.com. 2014-07-13  [2014-08-04]. （原始内容存档于2020-05-02） （日语）.
3. ↑  . 動畫新聞網. 2014年7月6日  [2014年8月27日]. （原始内容存档于2021年1月26日） （英语）.
4. ↑  .   [2015-01-11]. （原始内容存档于2020-05-02） （日语）.
5. ↑  . TV動畫「日常生活中的異能戰鬥」官方網站.   [2017年5月9日]. （原始内容存档于2020年5月2日） （日语）.
6. ↑  但卻被彩弓捉弄教他錯誤的拼法而寫成「Bloody Vivre（日语：ビブレ）」，意思變成了「染滿鮮血的Vivre百貨」，不過該筆記本意外正是在Vivre買的。
7. ↑  . TV動畫「日常生活中的異能戰鬥」官方網站.   [2017年5月9日]. （原始内容存档于2021年1月21日） （日语）.
8. ↑  . TV動畫「日常生活中的異能戰鬥」官方網站.   [2017年5月9日]. （原始内容存档于2020年5月2日） （日语）.
9. ↑  . TV動畫「日常生活中的異能戰鬥」官方網站.   [2017年5月9日]. （原始内容存档于2021年1月21日） （日语）.
10. ↑  . TV動畫「日常生活中的異能戰鬥」官方網站.   [2017年5月9日]. （原始内容存档于2021年1月21日） （日语）.
11. ↑  . TV動畫「日常生活中的異能戰鬥」官方網站.   [2017年5月9日]. （原始内容存档于2021年3月5日） （日语）.
12. ↑  此處指的是掠奪者（Robber），但美玲解讀成戀人（Lover）。
13. ↑  . TV動畫「日常生活中的異能戰鬥」官方網站.   [2017年5月9日]. （原始内容存档于2020年5月2日） （日语）.
14. ↑  . TV動畫「日常生活中的異能戰鬥」官方網站.   [2017年5月9日]. （原始内容存档于2020年5月2日） （日语）.
15. ↑  . TV動畫「日常生活中的異能戰鬥」官方網站.   [2017年5月9日]. （原始内容存档于2021年1月21日） （日语）.
16. ↑  表示反抗神的喪失十字架。
17. 1 2 3 4 5 6 7  . TV動畫「日常生活中的異能戰鬥」官方網站.   [2017年5月9日]. （原始内容存档于2021年1月21日） （日语）.
18. ↑  . TV動畫「日常生活中的異能戰鬥」官方網站.   [2017年5月9日]. （原始内容存档于2020年5月2日） （日语）.
19. ↑  . TV動畫「日常生活中的異能戰鬥」官方網站.   [2017年5月9日]. （原始内容存档于2020年5月2日） （日语）.
20. ↑  . TV動畫「日常生活中的異能戰鬥」官方網站.   [2017年5月9日]. （原始内容存档于2020年5月2日） （日语）.
21. ↑  . TV動畫「日常生活中的異能戰鬥」官方網站.   [2017年5月9日]. （原始内容存档于2021年1月21日） （日语）.

## 外部連結
- GA文庫「日常生活中的異能戰鬥」特設頁面 （页面存档备份，存于）（日語）
- Sound Drama「日常生活中的異能戰鬥」【HOBiRECORDS】 （页面存档备份，存于）（日語）
- 電視動畫「日常生活中的異能戰鬥」官方網站 （页面存档备份，存于）（日語）
- 電視動畫「日常生活中的異能戰鬥」東京電視台官方網站 （页面存档备份，存于）（日語）
- 電視動畫「日常生活中的異能戰鬥」AT-X電視台日文介紹官方網站 （页面存档备份，存于）（日語）
- 電視動畫「日常生活中的異能戰鬥」官方的X（前Twitter）（日語）